# Botryobasidium sordidulum
Botryobasidium sordidulum ist eine Ständerpilzart aus der Familie der Traubenbasidienverwandten (Botryobasidiaceae). Sie bildet resupinate, spinnwebartige Fruchtkörper aus, die auf Totholz wachsen. Das Verbreitungsgebiet von Botryobasidium sordidulum umfasst das gabunische Kap Esterias.

## Merkmale

### Makroskopische Merkmale
Botryobasidium sordidulum besitzt gelblich-weiße, gespinstartige und dünne Fruchtkörper, die resupinat (also vollständig anliegend) auf ihrem Substrat wachsen und unter der Lupe leicht netzartig erscheinen.

### Mikroskopische Merkmale
Wie bei allen Traubenbasidien ist die Hyphenstruktur von Botryobasidium sordidulum monomitisch, besteht also ausschließlich aus generativen Hyphen, die sich rechtwinklig verzweigen. Die Basalhyphen sind gelb, meist 7–9 µm breit, dickwandig und nicht inkrustiert. Die 5,5–7 µm dicken Subhymenialhyphen sind fast hyalin und dünnwandig. Die Art verfügt wie fast alle Traubenbasidien weder über Zystiden noch über Schnallen. Die selten sechs-, meist achtsporigen Basidien der Art wachsen in Nestern, werden 16–20 × 8,5–10 µm groß und gestaucht. Die Sporen sind eng schiffchenförmig und meist 9,5–12 × 3,2–4 µm groß. Sie sind hyalin, glatt und dünnwandig.

## Verbreitung
Die bekannte Verbreitung von Botryobasidium sordidulum umfasst lediglich die Typlokalität am gabunesischen Kap Esterias.

## Ökologie
Botryobasidium sordidulum ist ein Saprobiont, der auf dem Totholz von wächst. Die bisherigen Substrate wurden nicht näher bestimmt, es handelte sich um einen großen Ast eines Baumes.

## Systematik
Botryobasidium sordidulum wurde 1982 von Jean Boudin und Gérard Gilles erstbeschrieben, die die Art als Verwandten von B. vagum und B. danicum betrachteten.